# Codex Welser

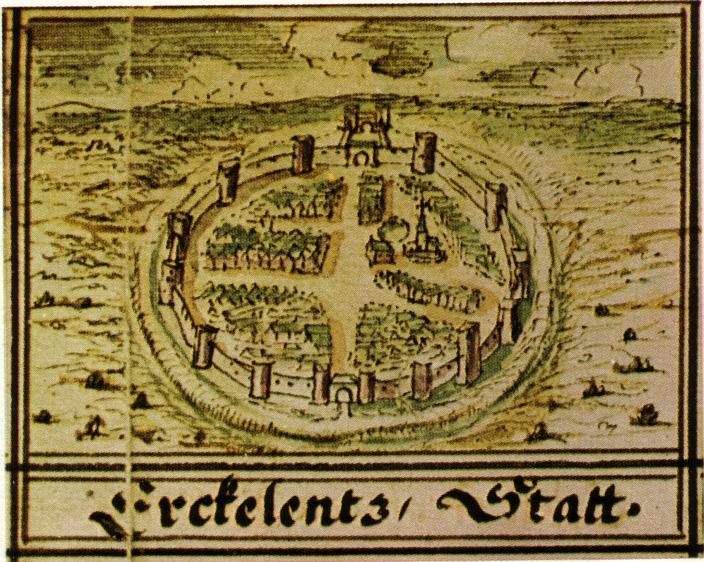
Ansicht der Stadt Erkelenz

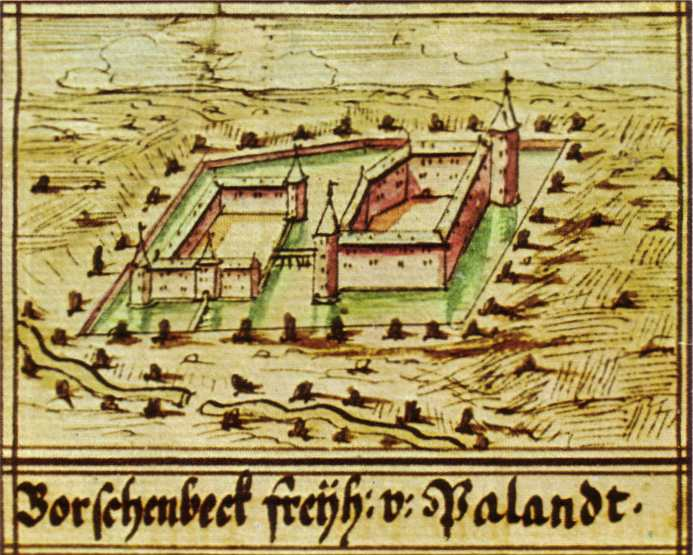
Ansicht von Haus Paland in Borschemich

Der Codex Welser ist eine um 1720 entstandene Landesbeschreibung und Bestandsaufnahme des Herzogtums Jülich. Der Codex wird nach seinem Autor Johann Franz von Welser benannt und beinhaltet neben 39 herrschaftlichen Porträts und 28 Karten der Ämter und Städte auch 242 kolorierte Zeichnungen von befestigten Städten und Burglehn („Ritter/Adeliche und Lehn-Stätt und Flecke Der Gülicher Provintz welche in guten Baustand stehen/seint alhier nach dem U B entworfen“) in alphabetischer Ordnung. So zeigt die erste Landtafel in 46 Miniaturen die Orte Aldenhoven bis Dülcken. Neben der Ortsangabe finden sich unter den Bildern bei Burgen auch die Angaben des damaligen Besitzers, was die Zuordnung und Datierung der Bilder erleichtert.
Zwei nur geringfügig unterschiedliche Exemplare befinden sich in der Bayerischen Staatsbibliothek (Signatur Cgm 2635) und im Historischen Archiv der Stadt Köln. Das Münchner Exemplar wurde inzwischen vollständig digitalisiert; Strukturdaten innerhalb der digitalen Präsentation erleichtern die Suche. Zusätzlich dazu bietet die Bayerische Staatsbibliothek über ihren Online-Katalog (OPAC) eine ausführliche Liste aller Karten, Personenporträts und Ortsabbildungen an.